# Lamtuna
Lamtuna, també Luntuna o Lumtuna, fou una gran tribu amaziga del grup sanhadja. Era del grup dels mulathkhamun (portadors de vel). Eren nòmades al Sàhara occidental.

## Història
Al segle viii Ibn Khaldun diu que formaven un regne considerable i dona el nom de diversos reis lamtunes, sent el primer un tal Talakakin (meitat del segle viii) que va tenir per successor a Tilutan o Taywalutan ibn Tiklan ibn Talakakin, mort el 836/837 amb uns 80 anys, regnant sobre tot el Sàhara occidental, en una distància de tres mesos de marxa d'un extrem a l'altra fins al país dels negres, on alguns reis li estaven sotmesos. A Tilutan el va succeir el seu nebot al-Athir ibn Batin (també esmentat com Yalattan) mort amb 65 anys el 851/852 o el 900 segons dues fonts divergents. El següent rei fou Tamim o Ramim ibn al-Athir que va regnar fins al 912/913 (o 918/919). Llavors es van revoltar els notables sanhadja i el van matar. Durant els següents 120 anys van seguir conflictes i disturbis.
Es creu que aquest estat dels lamtuna fou la confederació que els escriptors àrabs medievals anomenen Anbiya que anava del Sus al-Aksa a Ghana en un trajecte de 70 dies i nits. En parlen al-Bakrí, al-Yaqubí, Ibn al-Faqih al-Hamadhaní i alguns altres. Al mateix temps al segle ix existia a la zona el regne de Ghast (Awdaghast), una confederació amaziga en territori de la moderna Mauritània, que feia incursions al país dels negres i s'especula que la rebel·lió de notables sanhadja produïda al regne Lamtuna (Anbiya) fou en realitat la revolat de Ghast o almenys instigada per Ghast. Tinazwa ibn Wanshik ibn Bizar (també Baruyan ibn Wanshik ibn Izar), que segons Ibn Khaldun va regnar al segle x sobre tot el Sàhara i els lamtuna, seria un rei de Ghast i es sospita que seria el mateix personatge que Tin Yarutan ibn Wasinun ibn Nizar, rei de Ghast vers 951-961 segons al-Bakrí; Ibn Hàwqal l'esmenta com a Tanbarutan ibn Isfishar i diu que vers el 980 governava sobre tots els sanahdja des de feia 20 anys, i que la seva tribu i família tenia el poder «des de sempre».
El regne de Ghast fou destruït al segle xi pel regne de Ghana que va annexionar la capital Awdoghast (Tegdaoust); els lamtunes van recuperar la independència. Això coincidiria amb el final del període agitat de 120 anys quan els lamtuna, dividits fins aleshores, van passar a ser governats per un rei de nom Abd Allah (o Abu Ubayd Allah) ibn Tifawt; era un home religiós que va fer el pelegrinatge però va morir en una incursió al cap de tres anys i mig; al-Bakrí l'anomena Muhàmmad Tareshna (o Naresht) i diu que va morir en un lloc anomenat Kankara (Gangara, en país mandinga) vers 1038; hauria governat a més dels lamtunes a altres tribus sanhadja: els djudala o gudala i els masufes.
Inicialment pagans fins al segle ix, van adoptar l'islam però només de nom, i només alguns emirs i notables eren autèntics musulmans creients. El 1038 Yahya ibn Ibrahim al-Judalí hauria succeït a Naresht o Tareshna i en tornar d'un pelegrinatge a la Meca va portar un savi musulmà de nom Abd-Al·lah ibn Yassin que havia de convertir de manera efectiva als lamtunes i gudales. El savi aviat va veure que aquells que havia d'ensenyar eren ignorants i es va rodejar de creients i va declarar la guerra santa als altres. Després de diversos atacs els va poder convertir. Això fou l'origen de l'estat dels murabitun o almoràvits. A la mort de Yahya el 1042/1043, Abd Allah ibn Yasin va esdevenir el cap espiritual de la comunitat i va nomenar al successor Yahya ibn Úmar ibn Talakakin que va regnar fins al 1056-1057: en el seu temps s'hauria conquerit l'Adrar Tmar (a la moderna Mauritània) on els lamtuna van construir una fortalesa anomenada Azukki o Azugui, prop de la moderna Atar; no gaire més tard fou conquerit el país de Nul al-Aksa al sud-oest del modern Marroc, i el país de Tazuggaht (moderna Saguia al-Hamra); va seguir el seu germà Abu-Bakr ibn Úmar ibn Talakakin també designat per Ibn Yasin, que va governar al desert però va deixar la conquesta i el govern del Marroc al seu nebot Yússuf ibn Taixfín; va conservar el títol d'emir dels almoràvits fins a la seva mort el 1087 en una ràtzia contra els negres; després de la seva mort els lamtunes van conservar el seu predomini sobre altres pobles del Sàhara occidental. A la meitat del segle xii s'esmenta un Yahya ibn Abi-Bakr amir dels masufes (de fet lamtunes) que vivia vers 1102/1103 i era fill d'Abu-Bakr ibn Úmar, i fou en el seu govern que Ghana fou conquerida i la regió convertida a l'islam. Però progressivament el poder dels lamtunes es va afeblir. Encara el 1192 s'esmenta que tenien xeics particulars i un rei de la confederació, que era independent.
Més tard, en època desconeguda, els masufes, lamtunes i altres van haver de reconèixer la supremacia del rei de Mali. Segons al-Umari estaven sota domini de Mali a la primera meitat del segle xiv però no assenyala si fou llavors o el domini ja venia d'abans; en tot cas encara tenien un xeic. Després del segle xiv deixen de ser esmentats.